# Кастеламаре дел Голфо
Кастелама̀ре дел Го̀лфо (на италиански: Castellamare del Golfo, на сицилиански Casteddamari, Кастедамари) е пристанищен град и община в южна Италия, провинция Трапани, автономен регион Сицилия. Разположен е на северния бряг на острова, на Тиренско море. Населението на града е 14 908 души (към 2007 г.).